# Віа Іструм

Балканський півострів за часів Римської імперії

Віа Іструм (лат. Via Istrum — Дунайська дорога, від тогочасної назви Дунаю — Ister) — римська дорога на півночі Балканського півострова.
Збудована в I столітті н. е. за правління імператора Траяна на правому березі нижнього Дунаю та йшла аж до гирла.
Дорога починалась від міста Новіодунум (лат. Noviodunum ad Istrum, зараз Ісакча) та йшла через міста Тозмис (лат. Toesmis), Улметум (лат. Ulmetum), Доросторум (лат. Dorostorum, зараз Сілістра), Трансмаріска (лат. Transmarisca, зараз Тутракан), Аппіарія (лат. Appiaria, зараз Ряхово), Нове (лат. Novae), Ульпія Ескус (лат. Oescus), Варіана (лат. Variana, зараз Оряхово), Цибрус (лат. Ciabrus, зараз Цибрица), Раціарія (лат. Ratiaria), Купае (лат. Cuppae), Вімінаціум (лат. Viminacium), Сінгідун та Сірмій.